# Abraham Wenzel Löbel
Abraham Wenzel Löbel (getauft 1. Juni 1631 in Platten, Böhmen; † 6. Januar 1707 in Johanngeorgenstadt) war ein deutscher Bergmeister und Bergschreiber. Er leitete das Bergamt Johanngeorgenstadt.

## Leben
Abraham Wenzel Löbel wurde als jüngster Sohn des damaligen Bergmeisters und späteren ersten Bürgermeisters von Johanngeorgenstadt Johann Löbel (1592–1666) und dessen Ehefrau Ursula geb. Uphoff († 1666) im böhmischen Bergstadt Platten geboren.
Gemeinsam mit seinem Vater verließ Löbel aus Glaubensgründen das katholische Königreich Böhmen und ließ sich im Winter 1653/54 am sächsischen Fastenberg nieder, wo er zu den Mitbegründern von Johanngeorgenstadt gehörte. Am 2. August 1654 wurde dort sein zweiter Sohn als erstes Exulanten-Kind, zu Ehren der neuen Stadt, auf den Namen Johann Georg getauft. Da bereits acht Jahre nach der Gründung von Johanngeorgenstadt der hiesige Bergbau so umfassend geworden war, ist Löbel 1662 auf kurfürstlichen Befehl die Leitung des dort auf seine Initiative neueingerichteten Bergamtes übertragen worden. Die Funktion des Bergmeisters übte er 45 Jahre bis zu seinem Tod aus, ungeachtet dessen, dass sich 1689 die Klagen über ihn beim sächsischen Kurfürsten häuften und dieser Abraham von Schönberg anwies, Löbel absetzen zu lassen. Letzteres konnte durch eine persönliche Audienzs Löbels beim Kurfürsten während der Messe in Leipzig verhindert werden.
Des Weiteren hatte Löbel das Amt des Berggegenschreibers übernommen. Er starb im Jahre 1707 im Alter von 76 Jahren und wurde in der alten Johanngeorgenstädter Kirche am Heiligen-Drei-Königs-Tag begraben.

## Familie
Abraham Wenzel Löbel heiratete 1650 in Platten Susanna Roth (1630–1693). Aus dieser Ehe gingen 14 Kinder hervor:
- Johann Benedict (1652–1711) Silberbrenner und Bergschreiber; ⚭ 1678 Johanngeorgenstadt Euphrosina Elisabeth Schlaitz
- Johanna (1653–1706); ⚭ 1673 Caspar Schott
- Johann Georg (1654–1655)
- Johann Georg (1656–1714) Seifensieder; ⚭ 1679 Maria Elisabeth Ginßel/Güntzel
- Euphrosyna (1657–1712); ⚭ 1682 Johann Christoph Glaßmann
- Johann Heinrich (1659–1660)
- Maria Barbara (1660–1734); ⚭ 1683 Johanngeorgenstadt Johann Ernst Siegel
- Johann Heinrich (1663–?)
- Susanna Maria (1665–1741); ⚭ 1686 Johanngeorgenstadt Johann Ludwig Corß, Sergeant
- Abraham Wenzel (1667–1690) Schichtmeister; ⚭ 1690 Anna Sophia Hempisch
- Maria Magdalena (*/† 1669)
- Christian (1670–1733) Zinnwaagmeister; 1.⚭ 1689 Johanngeorgenstadt Anna Maria Güntzel; 2.⚭ 1704 Johanngeorgenstadt Maria Catharina Klug
- Anna Rosina (1674–1733); 1.⚭ 1691 Johanngeorgenstadt Johann Christoph Thiel, Silberschmelzer; 2.⚭ 1704 Johanngeorgenstadt Paulus Christian Meissner, Bader und Barbier

Nach dem Tod seiner Frau heiratete Löbel 1699 in Johanngeorgenstadt Anna Elisabeth Göthel verw. Mittelbach (1661–1729). Die Ehe blieb kinderlos.
Löbels Nachkommenschaft machte im Jahre 1723 hundert Personen aus.